# モーティラール
モーティラール（Motilal、1910年12月4日 - 1965年6月17日）は、インドのヒンディー語映画で活動した俳優。代表作にはフィルムフェア賞 助演男優賞を受賞した『デーヴダース』『Parakh』がある。

## 生涯

### 生い立ち
1910年12月4日にシムラーの名家に生まれる。父は著名な教育者として知られていたが、モーティラールが1歳の時に死去したため、外科医として働く叔父に引き取られた。成長後はシムラーの英語学校に通っていたが、その後はウッタル・プラデーシュ州を経てデリーの大学に進学した。

### キャリア
モーティラールは大学を卒業後、インド海軍に入隊するためにボンベイを訪れるが、入隊試験を受ける直前に病気になったため受験できなかった。その後もボンベイで暮らしていたが、K・P・ゴーシュの撮影現場を見学した際に彼の目に留まり、1934年に『Shaher Ka Jadoo』の主人公に起用される。その後は『Dr. Madhurika』『Kulvadhu』でサビタ・デーヴィと共演して成功を収め、続けてメーブーブ・カーンの『Jagirdar』『Hum Tum Aur Woh』『Taqdeer』、キダル・シャルマーの『Armaan』『Kaliyan』、S・S・ヴァーサンの『Paigham』に出演し、『Jagte Raho』ではラージ・カプールと共演している。また、1940年に出演した『Achhut』では不可触民のラーム役を演じ、マハトマ・ガンディーやヴァッラブバーイー・パテールから演技を絶賛された。1965年にはボージュプリー語映画『Solaho Singar Kare Dulhaniya』にも出演している。死去の直前に公開された『Chhoti Chhoti Baten』では主演・監督・脚本・製作を務めており、第13回国家映画賞で第3位映画賞と原案賞を受賞している。

### 死去
モーティラールは過度の飲酒が原因で1960年代から健康状態が悪化し、心臓発作を3回起こしている。また、社交界の名士としても知られていたが、晩年はギャンブルで散財したこともあり、1965年6月17日に死去した時には無一文に近い状態だったという。
後年、アミターブ・バッチャンはモーティラールについて、「この自然な演技をこなす偉大な俳優を称賛する記事は滅多に見かけない。彼（モーティラール）は時代を大きく先取りしていた。今も生きていれば、その多彩さによって映画界に席が用意されていたはずだ。事実、彼は多くの俳優よりも上手くやっていただろう」と語っている。

## 私生活
モーティラールは女優のナディラーと数年間交際していたが、結婚にはいたらなかった。彼女と別れた後、ショーバナ・サマルトと結婚した。ショーバナには前夫クマールセーン・サマルトとの間にもうけたヌータン、タヌージャーを含めて4人の子供がおり、『Anari』ではヌータンと共演して父親役を演じている。

## フィルモグラフィー
- Vatan Parasta（1934年）
- Shaher Ka Jadoo（1934年）
- Silver King（1935年）
- Dr. Madhurika（1935年）
- Do Ghadi Ki Mauj（1935年）
- Lagna Bandhan（1936年）
- Jeevan Lata（1936年）
- Do Diwane（1936年）
- Dilawar（1936年）
- Kokila（1937年）
- Kulvadhu（1937年）
- Jagirdar（1937年）
- Captain Kirti Kumar（1937年）
- Teen Sau Din Ke Baad（1938年）
- Hum Tum Aur Woh（1938年）
- Sach Hai（1939年）
- Aap Ki Marzi（1939年）
- Holi（1940年）
- Achhut（1940年）
- Sasural（1941年）
- Pardesi（1941年）
- Armaan（1942年）
- Tasveer（1943年）
- Taqdeer（1943年）
- Aage Kadam（1943年）
- Umang（1944年）
- Raunaq（1944年）
- Mujrim（1944年）
- Dost（1944年）
- Pehli Nazar（1945年）
- Phoolwari（1946年）
- Do Dil（1947年）
- Aaj Ki Raat（1948年）
- Mera Munna（1948年）
- Gajre（1948年）
- Lekh（1949年）
- Ek Thi Larki（1949年）
- Hanste Aansoo（1950年）
- Hamari Beti（1950年）
- Mr. Sampat（1952年）
- Apni Izzat（1952年）
- Ek Do Teen（1953年）
- Dhoon（1953年）
- デーヴダース（1955年）
- Jagte Raho（1956年）
- Ab Dilli Dur Nahin（1957年）
- Paigham（1959年）
- Anari（1959年）
- Parakh（1960年）
- Asli-Naqli（1962年）
- Yeh Rastey Hain Pyar Ke（1963年）
- Leader（1964年）
- Ji Chahta Hai（1964年）
- Solaho Singar Kare Dulhaniya（1965年）
- Waqt（1965年）
- Chhoti Chhoti Baten（1965年）
- Yeh Zindagi Kitni Haseen Hai（1966年）

## 受賞歴
| 年               | 部門        | 作品                    | 結果       | 出典       |
| 国家映画賞       | 国家映画賞  | 国家映画賞              | 国家映画賞 | 国家映画賞 |
| ---------------- | ----------- | ----------------------- | ---------- | ---------- |
| 1966年           | 第3位映画賞 | 『Chhoti Chhoti Baten』 | 受賞       | [ 8 ]      |
| 1966年           | 原案賞      | 『Chhoti Chhoti Baten』 | 受賞       | [ 8 ]      |
| フィルムフェア賞 |             |                         |            |            |
| 1957年           | 助演男優賞  | 『デーヴダース』        | 受賞       | [ 11 ]     |
| 1961年           | 助演男優賞  | 『Parakh』              | 受賞       | [ 11 ]     |